# Golden Globe Award/Beste Kamera
Golden Globe Award: Beste Kamera
Gewinner und Nominierte in der Kategorie Beste Kamera (Best Cinematography), die von 1948 bis 1963 die herausragendsten Leistungen von Kameramännern des vergangenen Kalenderjahres prämierte. Ab 1950 wurden zwei Filme ausgezeichnet, ein Film in Schwarzweiß und ein Farbfilm. Am häufigsten gewann Franz Planer die Auszeichnung (1950, 1951 und 1952), dazu kam 1952 eine weitere Nominierung.
Die unten aufgeführten Filme werden mit ihrem deutschen Verleihtitel (sofern ermittelbar) angegeben, danach folgt in Klammern in kursiver Schrift der fremdsprachige Originaltitel. Die Nennung des Originaltitels entfällt, wenn deutscher und fremdsprachiger Filmtitel identisch sind. Die Gewinner stehen hervorgehoben an erster Stelle.

## 1940er Jahre
1948
Jack Cardiff – Die schwarze Narzisse (Black Narcissus)

1949
Gabriel Figueroa – Mexikanische Romanze (La perla)

## 1950er Jahre
1950
Kamera S/W
Franz Planer – Zwischen Frauen und Seilen (Champion)
- Burnett Guffey – Der Mann, der herrschen wollte (All the King's Men)

Kamera Farbe
Walt Disney Studios – Die Abenteuer von Ichabod und Taddäus Kröte (The Adventures of Ichabod and Mr. Toad)
- Das ist New York (On the Town)

1951
Kamera S/W
Franz Planer – Der letzte Musketier (Cyrano de Bergerac)
- John F. Seitz – Boulevard der Dämmerung (Sunset Boulevard)
- Harold Rosson – Asphalt-Dschungel (The Asphalt Jungle)

Kamera Farbe
Robert Surtees – König Salomons Diamanten (King Solomon's Mines)
- George Barnes – Samson und Delilah (Samson and Delilah)
- Ernest Palmer – Der gebrochene Pfeil (Broken Arrow)

1952
Kamera S/W
Franz Planer – Der Tod eines Handlungsreisenden (Death of a Salesman)
- Franz Planer – Entscheidung vor Morgengrauen (Decision Before Dawn)
- William C. Mellor – Ein Platz an der Sonne (A Place in the Sun)

Kamera Farbe
Robert Surtees, William V. Skall – Quo vadis?

1953
Kamera S/W
Floyd Crosby – Zwölf Uhr mittags (High Noon)
- Hal Mohr – Das Himmelbett (The Four Poster)
- Sam Leavitt – Ich bin ein Atomspion (The Thief)

Kamera Farbe
George Barnes, J. Peverell Marley – Die größte Schau der Welt (The Greatest Show on Earth)

1954
Preis nicht vergeben

1955
Kamera S/W
Boris Kaufman – Die Faust im Nacken (On the Waterfront)
Kamera Farbe
Joseph Ruttenberg – Brigadoon

1956 – 1959
Preis nicht vergeben

## 1960er Jahre
1960 – 1962
Preis nicht vergeben

1963
Kamera S/W
Henri Persin, Walter Wottitz, Jean Bourgoin – Der längste Tag (The Longest Day)
Kamera Farbe
Freddie Young – Lawrence von Arabien (Lawrence of Arabia)